# Janina Raabe-Wąsowiczowa
Janina Raabe-Wąsowiczowa (ur. 25 marca 1905 w Białej Podlaskiej, zm. 29 kwietnia 1966 w Warszawie) – polska nauczycielka i działaczka społeczna, członek Biura Rady Pomocy Żydom przy Delegaturze Rządu na Kraj (1942–1945). 

## Życiorys
W czasie I wojny światowej wraz z rodziną przebywała w Rosji. W 1922 ukończyła gimnazjum im. Anny Jakubowskiej w Warszawie. Później kształciła się w Państwowym Instytucie Robót Ręcznych (do 1928). W 1929 uzyskała prawo do wykonywania zawodu nauczyciela na Studium Pedagogicznym przy Uniwersytecie Warszawskim. W latach 1930–1932 odbyła staż z zakresu introligatorstwa w Paryżu. Po powrocie do Warszawy założyła prywatny warsztat introligatorski, który funkcjonował w okresie 1932–1934. Pracowała jako nauczycielka w gimnazjum Jakubowskiej (od 1933 do 1936). 
Podczas II wojny światowej ukrywała się wraz z mężem w Kazimierzu Dolnym. W 1942 przystąpiła do SD, a rok później do Stronnictwa Polskiej Demokracji. Pracowała jako łącznik, kierownik drukarni oraz szef kolportażu. Znalazła się wśród założycieli Rady Pomocy Żydom, od grudnia 1942 do stycznia 1945 była członkiem Biura Rady.
Po opuszczeniu Warszawy w 1944 mieszkała w Milanówku, gdzie redagowała „Dziennik Polski”. Po wyzwoleniu spod okupacji niemieckiej zasiadała w Radzie Naczelnej SD (1946–1949). Zatrudniona jako redaktor w wydawnictwie „Nowa Epoka”. Od 1945 do 1947 pracowała w Polskiej Misji Repatriacyjnej w Jugosławii (ambasadorem był wówczas Jan Karol Wende). Po powrocie do kraju zatrudniona w „Orbisie”, a od 1949 do 1950 w Biurze Informacji Polskiej w Pradze. W latach 1950–1956 starszy radca w Komitecie Współpracy Kulturalnej z Zagranicą przy Radzie Ministrów. Później związana z PTTK. 
Była żoną malarza Wacława Wąsowicza (1891-1942). Jej bratem był Tadeusz Raabe (1896-1975), adwokat, mąż aktorki i śpiewaczki Toli Mankiewiczówny (1900-1985).